# Indice di Barthel
La scala di Barthel o Indice di Barthel ADL è una scala ordinale utilizzata per misurare le prestazioni di un soggetto nelle attività della vita quotidiana (ADL, Activities Daily Living). 
Ogni voce delle prestazioni è valutato con questa scala attribuendo un determinato numero di punti che vengono poi sommati determinando un punteggio globale. L'indice analizza dieci variabili che descrivono le attività della vita quotidiana (ad esempio la capacità di alimentarsi, vestirsi, gestire l'igiene personale, lavarsi e altre ancora) e la mobilità (spostarsi dalla sedia al letto, deambulare in piano, salire e scendere le scale). A ogni voce viene assegnato un punteggio di valore variabile a seconda della voce stessa e del grado di funzionalità del paziente: piena, ridotta o nessuna funzionalità. Un punteggio globale più elevato è associato a una maggiore probabilità di essere in grado di vivere a casa con un grado di indipendenza dopo la dimissione dall'ospedale o da un reparto di lungodegenza. La scala è sostanzialmente uno strumento di valutazione della funzione fisica, ed è particolarmente nota in ambito riabilitativo. Se al paziente, durante la valutazione, sono stati forniti ausili che vanno oltre quelli normalmente disponibili in un ambiente domestico standard, è necessario descrivere in dettaglio quali ausili siano stati concessi e allegare la dichiarazione all'indice di Barthel. Il punteggio che potrà ottenere un paziente sarà più basso se queste condizioni agevolate non sono disponibili.

## Storia
La scala è stata introdotta nel 1965 e in origine il punteggio poteva variare da 0 a 20.  Anche se è tranquillamente possibile utilizzare la versione originale, questa subì una prima modificazione e adattamento nel 1979 per opera di Granger, quando si ritenne più opportuno includere un punteggio 0-10 punti per ogni variabile analizzata. Ulteriori miglioramenti furono introdotti nel 1989.

## Utilizzi
L'indice di Barthel è stato ampiamente utilizzato per monitorare i cambiamenti funzionali nei soggetti ricoverati in reparti di riabilitazione, soprattutto per prevedere l'autonomia funzionale a seguito di un ictus.  La scala è considerata affidabile, anche se il suo impiego negli studi clinici medici sullo stroke (ictus) è limitato. La scala trova ampio utilizzo anche per gli individui inseriti nelle residenze sanitarie assistenziali per valutarne i progressi riabilitativi e il grado residuo di autonomia. È stato comunque osservato che l'indice di Barthel può essere meno affidabile quando si esegua la valutazione di un paziente con decadimento cognitivo.

## Voci e punteggi
| Voci                      | A | B  | C  |
| ------------------------- | - | -- | -- |
| Alimentazione             | 0 | 5  | 10 |
| Abbigliamento             | 0 | 5  | 10 |
| Toilette personale        | 0 | 0  | 5  |
| Fare il bagno             | 0 | 0  | 5  |
| Continenza intestinale    | 0 | 5  | 10 |
| Continenza urinaria       | 0 | 5  | 10 |
| Uso dei servizi igienici  | 0 | 5  | 10 |
| Trasferimenti letto/sedia | 0 | 10 | 15 |
| Camminare in piano        | 0 | 10 | 15 |
| Salire/scendere le scale  | 0 | 5  | 10 |

A = dipendente; B = con aiuto; C = autonomo
A titolo di esempio, nella voce numero 1 (alimentazione) al paziente sono assegnati 10 punti se si alimenta in modo completamente autonomo e indipendente, 5 punti se invece richiede un certo grado di aiuto (per esempio per tagliare il cibo), e 0 punti se dipende completamente da chi lo assiste (deve essere imboccato). Per il controllo della minzione e defecazione il paziente può essere considerato autonomo (10 punti) se è in grado di gestire con totale indipendenza i propri bisogni fisiologici. Autonomo con aiuto se necessita dell'aiuto (anche parziale) di chi lo assiste per utilizzare strumenti come, ad esempio, il pappagallo o la padella (5 punti). Totalmente dipendente se invece necessita, ad esempio, del catetere o presenta episodi di incontinenza, sia pure saltuari.